# Сканиращ тунелен микроскоп
Сканиращият тунелен микроскоп (СТМ) е вид микроскоп, позволяващ да се изучават повърхности на атомно ниво. СТМ сондира плътността на състоянията в даден материал, като детектира тунелния ток. Съвременните СТМ имат разделителна способност от около 0,1 nm на ширина и 0,01 nm на дълбочина. За изобретяването му физиците Герд Биниг и Хайнрих Рорер получават Нобеловата награда по физика за 1986 г.
Идеята за СТМ се основава на квантово-механичния ефект тунелен преход. Когато върхът на тънка метална жичка бъде доближен до метална или полупроводникова повърхност на достатъчно близко разстояние, но без да я допира, електрони от повърхността (на изследвания образец) прескачат потенциалната бариера и отиват във връхчето на жичката — протича електрически (тунелен) ток. При ниско напрежение тунелният ток е функция от локалната плътност на състоянията, т.е. вариациите в силата на тока, причинени от движението на жичката по повърхността, се превръщат в изображение. За получаване на добро изображение са необходими изключително чисти повърхности.